# Brak na talijanski način (1964.)
Brak na talijanski način (tal. Matrimonio a la italiana), je talijanski film kojeg je režirao Vittorio De Sica 1964. U glavnim ulogama se pojavljuju Sophia Loren i Marcello Mastroianni a film je bio nominiran za Oscara 1964. godine.

## Radnja
Tijekom Drugog svjetskog rata u Napulju, Filomena Marturano (Sophia Loren) radi kao prostitutka u bordelu da bi zaradila za život i tako upoznaje Domenica Soriana (Marcello Mastroianni) s kojim započinje zajednički život.

## Nagrade i nominacije
Film je nominiran za Oscara u kategorijama  „Najbolji film na stranom jeziku“ i „Najbolja glavna glumica“. Osim toga nomirniran
je i za Zlatni globus. Film je dobitnik nagrade David di Donatello za najboljeg redatelja, glavnu žensku uglogu i producenta.

## Uloge (izbor)
- Sophia Loren - Filumena Marturano
- Marcello Mastroianni - Domenico Soriano
- Aldo Puglisi - Alfredo
- Tecla Scarano - Rosalia
- Marilú Tolo -Diana
- Gianni Ridolfi - Umberto

## Vanjske poveznice
- Brak na talijanski način u internetskoj bazi filmova IMDb-a